# Saison 1973-1974 du FC Nantes
Chronologie
Saison précédente Saison suivante
La saison 1973-1974 du FC Nantes est la 31e saison de l'histoire du club nantais. Le club est engagé dans quatre compétitions : la Division 1 (11e participation), la Coupe de France (31e participation), le Challenge des Champions (3e participation) et la Coupe des Clubs Champions (3e participation).

## Effectif et encadrement

### Tableau des transferts
| Nom              | Nationalité | Poste     | Modalités | Provenance/Destination | Division                       |
| ---------------- | ----------- | --------- | --------- | ---------------------- | ------------------------------ |
| Arrivées         |             |           |           |                        |                                |
| Maxime Bossis    | France      | Défenseur |           | FC Yonnais             | Division 3 - Sud-Ouest (D3)    |
| Gilles Morinière | France      | Défenseur |           |                        |                                |
| Bernard Vendrely | France      | Milieu    |           |                        |                                |
| Loïc Amisse      | France      | Attaquant |           | FC Nantes rés.         | Division 3 - Sud-Ouest (D3)    |
| Départs          |             |           |           |                        |                                |
| Omar Sahnoun     | France      | Milieu    |           | FC Nantes rés.         | Division 3 - Centre-Ouest (D3) |

| Nom            | Nationalité | Poste     | Modalités  | Provenance/Destination | Division              |
| -------------- | ----------- | --------- | ---------- | ---------------------- | --------------------- |
| Arrivées       |             |           |            |                        |                       |
| Hugo Curioni   | Argentine   | Attaquant | (décembre) | Boca Juniors           | Primera División (D1) |
| Départs        |             |           |            |                        |                       |
| Didier Couécou | France      | Attaquant | (novembre) | Olympique de Marseille | Division 1 (D1)       |
| André Hamon    | France      | Attaquant | (janvier)  | US Dunkerque           | Division 2 - A (D2)   |

## Matchs de la saison

### Division 1
| Date                       | Journée | Adversaire               | Lieu | Score | Buteurs du FC Nantes                                   | Class. | Affluence |
| -------------------------- | ------- | ------------------------ | ---- | ----- | ------------------------------------------------------ | ------ | --------- |
| Mardi 7 août 1973          | J01     | FC Metz                  | Ext. | 1 - 1 | Couécou 35e                                            |        | 9.685     |
| Vendredi 10 août 1973      | J02     | AS Monaco FC             | Dom. | 2 - 1 | Maas 45e, Pech 87e                                     |        | 11.307    |
| Mardi 14 août 1973         | J03     | Paris FC                 | Ext. | 5 - 2 | Couécou 44e 47e; Maas 61e, Blanchet 63e, Rampillon 82e |        | 27.300    |
| Vendredi 17 août 1973      | J04     | Angers SCO               | Dom. | 1 - 0 | Blanchet 35e                                           |        | 19.207    |
| Vendredi 24 août 1973      | J05     | Stade de Reims           | Ext. | 2 - 4 | Rampillon 35e, Osman 85e                               |        | 23.401    |
| Samedi 1er septembre 1973  | J06     | AS Saint-Etienne         | Ext. | 1 - 1 | Rampillon 57e                                          |        | 26.177    |
| Mercredi 12 septembre 1973 | J07     | Nîmes Olympique          | Dom. | 0 - 2 | -                                                      |        | 13.939    |
| Samedi 22 septembre 1973   | J08     | FC Girondins de Bordeaux | Ext. | 1 - 2 | Rampillon 89e                                          |        | 14.116    |
| Mardi 25 septembre 1973    | J09     | RP Strasbourg-Meinau     | Dom. | 3 - 0 | Michel 22e, Maas 51e, Couécou 85e                      |        | 8.005     |
| Samedi 6 octobre 1973      | J10     | AS Nancy-Lorraine        | Ext. | 0 - 1 | -                                                      |        | 9.905     |
| Mercredi 17 octobre 1973   | J11     | Troyes AF                | Dom. | 3 - 0 | Marcos 46e, Michel 66e, Blanchet 71e                   |        | 8.539     |
| Samedi 27 octobre 1973     | J12     | CS Sedan-Ardennes        | Ext. | 1 - 0 | Maas 63e                                               |        | 4.768     |
| Mercredi 30 octobre 1973   | J13     | OGC Nice                 | Dom. | 1 - 1 | Bargas 68e                                             |        | 23.222    |
| Vendredi 2 novembre 1973   | J14     | Stade rennais FC         | Ext. | 0 - 0 | -                                                      |        | 13.921    |
| Samedi 10 novembre 1973    | J15     | Olympique lyonnais       | Dom. | 1 - 2 | Blanchet 40e                                           |        | 12.690    |
| Vendredi 16 novembre 1973  | J16     | RC Lens                  | Ext. | 1 - 0 | Michel 45e                                             |        | 21.372    |
| Dimanche 2 décembre 1973   | J17     | FC Sochaux-Montbéliard   | Dom. | 2 - 1 | Maas 70e, Bargas 79e                                   |        | 7.670     |
| Dimanche 9 décembre 1973   | J18     | SEC Bastia               | Ext. | 1 - 0 | Blanchet 38e                                           |        | 4.572     |
| Dimanche 16 décembre 1973  | J19     | Olympique de Marseille   | Dom. | 4 - 1 | Blanchet 26e 30e, Maas 42e, Rampillon 52e              |        | 16.609    |
| Dimanche 6 janvier 1974    | J21     | Paris FC                 | Dom. | 3 - 0 | Curioni 2e, Blanchet 85e, Rampillon 87e                |        | 17.968    |
| Dimanche 13 janvier 1974   | J22     | Angers SCO               | Ext. | 3 - 2 | Michel 40e, Brulez 60e (csc), Curioni 74e              |        | 15.999    |
| Dimanche 20 janvier 1974   | J23     | Stade de Reims           | Dom. | 2 - 1 | Curioni 10e 39e                                        |        | 16.413    |
| Dimanche 27 janvier 1974   | J24     | AS Saint-Etienne         | Dom. | 3 - 1 | Maas 11e, Amisse 62e, Michel 65e                       |        | 24.847    |
| Dimanche 10 février 1974   | J25     | Nîmes Olympique          | Ext. | 0 - 0 | -                                                      |        | 9.480     |
| Dimanche 17 février 1974   | J26     | FC Girondins de Bordeaux | Dom. | 3 - 1 | Curioni 63e, Blanchet 72e 86e                          |        | 13.000    |
| Dimanche 24 février 1974   | J27     | RP Strasbourg-Meinau     | Ext. | 2 - 3 | Rampillon 69e, Curioni 86e                             |        | 12.737    |
| Mercredi 13 mars 1974      | J28     | AS Nancy-Lorraine        | Dom. | 0 - 0 | -                                                      |        | 11.756    |
| Samedi 16 mars 1974        | J29     | Troyes AF                | Ext. | 0 - 1 | -                                                      |        | 10.526    |
| Mercredi 27 mars 1974      | J30     | CS Sedan-Ardennes        | Dom. | 1 - 0 | Maas 7e                                                |        | 10.329    |
| Mardi 9 avril 1974         | J31     | OGC Nice                 | Ext. | 1 - 1 | Blanchet ?                                             |        | 12.418    |
| Vendredi 12 avril 1974     | J32     | Stade rennais FC         | Dom. | 1 - 1 | Pech 83e                                               |        | 17.051    |
| Mardi 16 avril 1974        | J33     | Olympique lyonnais       | Ext. | 1 - 3 | Curioni 48e                                            |        | 23.325    |
| Vendredi 19 avril 1974     | J34     | RC Lens                  | Dom. | 4 - 0 | Curioni 37e 52e 59e, Rampillon 87e                     |        | 10.868    |
| Mardi 30 avril 1974        | J35     | FC Sochaux-Montbéliard   | Ext. | 0 - 2 | -                                                      |        | 7.090     |
| Samedi 11 mai 1974         | J36     | SEC Bastia               | Dom. | 3 - 0 | Curioni 10e 88e, Rampillon 51e                         |        | 7.411     |
| Mardi 14 mai 1974          | J20     | AS Monaco FC             | Ext. | 4 - 1 | Maas 15e, Curioni 58e 89e, Vendrely 61e                |        | 4.017     |
| Mercredi 22 mai 1974       | J37     | Olympique de Marseille   | Ext. | 0 - 3 | -                                                      |        | 14.577    |
| Samedi 25 mai 1974         | J38     | FC Metz                  | Dom. | 2 - 2 | Michel 42e, Pech 84e                                   |        | 8.479     |

### Coupe de France
| Date           | Tour                     | TV | Adversaire           | Niveau | Lieu   | Score | Buteurs du FCN                | Affluence |
| -------------- | ------------------------ | -- | -------------------- | ------ | ------ | ----- | ----------------------------- | --------- |
| 3 février 1974 | 1/32e de finale          |    | Stade rennais FC     | D1     | Neutre | 3 - 1 | Curioni 27e 89e, Blanchet 32e | 45.033    |
| 2 mars 1974    | 1/16e de finale - aller  |    | Nîmes Olympique      | D1     | Dom.   | 1 - 0 | Rampillon 23e                 | 23.341    |
| 9 mars 1974    | 1/16e de finale - retour |    | Nîmes Olympique      | D1     | Ext.   | 0 - 0 | -                             | 12.985    |
| 30 mars 1974   | 1/8e de finale - aller   |    | RP Strasbourg-Meinau | D1     | Dom.   | 1 - 0 | Pech 61e (pen.)               | 16.018    |
| 3 avril 1974   | 1/8e de finale - retour  |    | RP Strasbourg-Meinau | D1     | Ext.   | 1 - 0 | Curioni 68e                   | 25.491    |
| 4 mai 1974     | 1/4 de finale - aller    |    | AS Saint-Étienne     | D1     | Ext.   | 1 - 2 | Lopez 10e (csc)               | 31.206    |
| 7 mai 1974     | 1/4 de finale - retour   |    | AS Saint-Étienne     | D1     | Dom.   | 1 - 1 | Vendrely 59e                  | 25.000    |

### Challenge des Champions
| Date               | Tour   | TV | Adversaire         | Niveau | Lieu   | Score | Buteurs du FCN | Affluence |
| ------------------ | ------ | -- | ------------------ | ------ | ------ | ----- | -------------- | --------- |
| Mardi 21 août 1973 | Finale |    | Olympique lyonnais | D1     | Neutre | 0 - 1 | -              | 10.000    |

### Coupe des Clubs Champions
| Date                    | Tour              | TV | Adversaire | Niveau           | Lieu | Score | Buteurs du FCN             | Affluence |
| ----------------------- | ----------------- | -- | ---------- | ---------------- | ---- | ----- | -------------------------- | --------- |
| Lundi 10 septembre 1973 | 1er tour - aller  |    | Vejle BK   | 1. Division (D1) | Ext. | 2 - 2 | Rampillon 20e, Couécou 77e | 8.800     |
| Mercredi 3 octobre 1973 | 1er tour - retour |    | Vejle BK   | 1. Division (D1) | Dom. | 0 - 1 | -                          | 11.844    |

## Statistiques

### Statistiques collectives
| Compétition               | Débute au tour  | Termine       | Matches joués | Gagnés | Nuls | Perdus | Buts pour | Buts contre | Différence |
| ------------------------- | --------------- | ------------- | ------------- | ------ | ---- | ------ | --------- | ----------- | ---------- |
| Division 1                | -               | 2e            | 38            | 19     | 9    | 10     | 63        | 41          | +22        |
| Coupe de France           | 1/32e de finale | 1/4 de finale | 7             | 4      | 2    | 1      | 8         | 4           | +4         |
| Coupe des Clubs Champions | 1er tour        | 1er tour      | 2             | 0      | 1    | 1      | 2         | 3           | -1         |
| Challenge des Champions   | Finale          | Finale        | 1             | 0      | 0    | 1      | 0         | 1           | -1         |
| Total                     | -               | -             | 48            | 23     | 12   | 13     | 73        | 49          | +24        |

## Affluences
L'affluence à domicile du FC Nantes atteint un total :
- de 259 310 spectateurs en 19 rencontres de Division 1, soit une moyenne de 13 648/match.
- de 64 359 spectateurs en 3 rencontres de Coupe de France, soit une moyenne de 21 453/match.
- de 11 844 spectateurs en 1 rencontre de Coupe des Clubs Champions.
- de 335 693 spectateurs en 23 rencontres toutes compétitions confondues, soit une moyenne de 14 595/match.

Affluence du FC Nantes à domicile